# Districte de Belfast
El districte de Belfast és un districte que ocupa la major part de la ciutat de Belfast, capital d'Irlanda del Nord. Té una població estimada de 268.700 habitants (2010). El consell de districte de Belfast és la primera autoritat de l'Àrea Metropolitana de Belfast, que agrupa sis consells de districte amb ciutats dormitori fora de Belfast, amb una població total de 579.276 habitants.
El consell té 51 membres elegits entre 9 àrees electorals, sent les que tenen més representantes les més poblades nord i oest. La seu es troba a l'històric Ajuntament de Belfast. L'actual Lord Alcalde és Mairtin O'Muilleoir del Sinn Féin.

## Història
La història moderna de Belfast pot datar-se en la colonització de l'Ulster a començaments del segle xvii, quan s'hi establiren nombrosos colons escocesos i anglesos. La ciutat es va desenvolupar com a centre industrial, particularment en el sector tèxtil i en la construcció de vaixells. En reconeixement d'aquest creixement va rebre l'estatut de ciutat en 1888, i cap al 1901 era la ciutat més gran d'Irlanda. El 1906 es va construir l'Ajuntament de Belfast.
L'organisme conegut com a Consell Municipal de Belfast té el seu origen en la Corporació de Belfast, i fou creada sota les fronteres actuals després de les eleccions locals d'Irlanda del Nord de 1973. Originàriament era dividit en 52 zones. Tanmateix, després de diverses enquestes locals la proposta de Tullycarnet fou inclosa finalment a Belfast com a Tullycarnet i Gilnahirk (incloses al districte de Castlereagh), deixant finalment Belfast amb 51. Encara que el burg comtal de Belfast fou creat quan el 1888 li fou concedit l'estatut de ciutat per la reina Victòria, la ciutat es continuava veient a cavall entre el comtat d'Antrim i el comtat de Down separats pel riu Lagan.
Des de finals del segle xviii ençà la població de catòlics irlandesos s'incrementà gradualment, tot i que la ciutat encara està dominada per la majoria unionista protestant. El 1997 els unionistes van perdre el control de la majoria, quan el Partit de l'Aliança d'Irlanda del Nord fou la balança de poder entre unionistes i nacionalistes irlandesos. Aquesta posició va ser confirmada en les tres eleccions municipals posteriors, amb alcaldes dels nacionalistes Sinn Féin i Social Democratic and Labour Party (SDLP), i l'intercomunitari Partit de l'Aliança des de 1997. Les darreres eleccions de 2011 van mostrar per primer cop als nacionalistes superant en escons als unionistes, 24-21, amb el Sinn Féin com a partit més votats i l'Aliança mantenint l'equilibri de poder amb 6 escons. El cens de 2011 confirmà els canvis demogràfics, ja que per primer cop la comunitat catòlica (48,58%) superava en nombre a la protestant (42,30%). Mentrestant el 43,16% de la població es considera de nacionalitat britànica, el 34,77% de nacionalitat irlandesa, i el 26,82% de nacionalitat nord-irlandesa.

## Constituències assembleàries i parlamentàries
Belfast té quatre constiuències confrontants per al Parlament del Regne Unit i l'Assemblea d'Irlanda del Nord, que s'estenen més enllà dels límits municipals a parts dels districtes de Castlereagh, Lisburn i Newtownabbey. A les eleccions al Parlament del Regne Unit de 2010 Belfast envià quatre diputats de les següents constiuències: Belfast East (Naomi Long, Alliance Party), Belfast South (Alasdair McDonnell, SDLP), Belfast North (Nigel Dodds, DUP) i Belfast West (Gerry Adams, Sinn Féin). En 2011 Gerry Adams renuncià al seu escó al Cambra dels Comuns per presentar-se a les eleccions irlandeses i fou elegit diputat al Dáil Éireann per la circumscripció de Louth. Les subsegüents eleccions parcials foren guanyades per Paul Maskey, també del Sinn Féin.
A les eleccions generals d'Irlanda del Nord de 2011 Belfast escollí un total de 24 diputats (sis per circumscripció) per les constituències de Belfast East, Belfast South, Belfast North and Belfast West. Els resultats foren:
| Partit | Partit                                 | NIA 2011 | +/- | UK 2010 | +/- |
| ------ | -------------------------------------- | -------- | --- | ------- | --- |
|        | Sinn Féin                              | 8        | =   | 1       | =   |
|        | Partit Unionista Democràtic            | 7        | +1  | 1       | -1  |
|        | Social Democratic and Labour Party     | 4        | =   | 1       | =   |
|        | Partit de l'Aliança d'Irlanda del Nord | 3        | +1  | 1       | +1  |
|        | Partit Unionista de l'Ulster           | 2        | -1  | 0       | =   |
|        | Altres                                 | 0        | -1  | 0       | =   |

## Càrrecs

### Consellers
L'actual consell municipal de Belfast és format per 51 consellers escollits de les 51 zones electorals. Tanmateix, com el sistema de vot únic transferible requereix circumscripcions multi-escó, els 51 districtes són agrupats en 9 àrees electorals de districte (DEA) cadascuna de les quals escull entre 5 i 7 consellers cadascun:
- Balmoral (6)
- Castle (6)
- Court (5)
- Laganbank (5)
- Lower Falls (5)
- Oldpark (6)
- Pottinger (6)
- Upper Falls (5)
- Victoria (7)

A les últimes elecciona al consell municipal de Belfast van tenir lloc el 5 de maig de 2011, on els votants de la ciutat escolliren 51 consellers. Els resultats foren:
| Partit | Partit                                 | 2011 | +/- | 2005 | 2001 | 1997 | 1993 | 1989 | 1985 | 1981 | 1977 | 1973 |
| ------ | -------------------------------------- | ---- | --- | ---- | ---- | ---- | ---- | ---- | ---- | ---- | ---- | ---- |
|        | Sinn Féin                              | 16   | +2  | 14   | 14   | 13   | 10   | 8    | 7    | 0    | 0    | 0    |
|        | Partit Unionista Democràtic            | 15   | =   | 15   | 10   | 7    | 9    | 8    | 11   | 15   | 7    | 2    |
|        | Social Democratic and Labour Party     | 8    | =   | 8    | 9    | 7    | 9    | 8    | 6    | 6    | 8    | 7    |
|        | Partit de l'Aliança d'Irlanda del Nord | 6    | +2  | 4    | 3    | 6    | 5    | 6    | 8    | 7    | 13   | 8    |
|        | Partit Unionista de l'Ulster           | 3    | -4  | 7    | 11   | 13   | 15   | 14   | 14   | 13   | 15   | 25   |
|        | Partit Unionista Progressista          | 2    | =   | 2    | 3    | 3    | 1    | 1    | 1    | 1    | 0    | 0    |
|        | Altres                                 | 1    | =   | 1    | 1    | 2 ¤  | 2    | 6 †  | 4 †  | 9 ‡  | 5 †‡ | 9 †  |

Notes: † Partit dels Treballadors d'Irlanda (1973 = 2; 1977 = 3; 1985/89 = 1); ‡ Partit Unionista d'Irlanda del Nord (1977 = 2; 1981 = 1); ¤ Partit Democràtic de l'Ulster (1997 = 1)